# ادایلو
ادایلو در جیبوتی است که در منطقه تاجوره واقع شده‌است.

## خصوصیات
ادایلو ۱٬۰۱۷ نفر جمعیت دارد و ۱٬۰۵۰ متر بالاتر از سطح دریا واقع شده‌است.